# Charanyca notacula
Charanyca notacula är en fjärilsart som beskrevs av Fabricius 1787. Charanyca notacula ingår i släktet Charanyca och familjen nattflyn. Inga underarter finns listade i Catalogue of Life.